# دخترها اینطور دوست دارند
دخترها اینطور دوست دارند فیلمی به کارگردانی و نویسندگی اسماعیل پورسعید محصول سال ۱۳۴۱ است.

## داستان
دو دوست قدیمی به نام‌های مرتضی خان و عباس‌قلی  خان، که یکی در تهران و دیگری در بمبئی برای خود سوداگران موفقی شده‌اند، تصمیم می‌گیرند با فراهم کردن امکان ازدواج دختر و پسرشان به هم نزدیک تر شوند…

## بازیگران
- منوچهر سخایی
- تقی ظهوری
- عزت حسنعلی
- همایون
- منصور سپهرنیا
- رقیه چهره آزاد
- احمد قدکچیان
- رحیم روشنیان
- پرخیده
- محمدعلی سخی
- هوشمند (بازیگر)
- غیاث (بازیگر)
- کارمن (بازیگر)
- گیتی (بازیگر)
- قوام‌پور (بازیگر)